# Буллок, Боб
Боб Буллок (англ. Bob Bullock), полное имя Роберт Дуглас Буллок-старший (англ. Robert Douglas Bullock, Sr.; 10 июля 1929, Хилсборо, округ Хилл, Техас — 18 июня 1999, Остин, Техас) — американский политик, 38-й вице-губернатор Техаса (1991—1999), секретарь штата Техас (1971—1973).

## Биография
Боб Буллок родился 10 июля 1929 года в Хилсборо (округ Хилл, Техас). В Хилсборо он окончил школу (в 1947 году) и неполный колледж Hillsboro Junior College (в 1949 году).
С 1951 по 1954 год Буллок служил в военно-воздушных силах США и принимал участие в войне в Корее. После возвращения в Техас Буллок учился в Техасском технологическом университете в Лаббоке и получил степень бакалавра искусств (B.A.). Он также учился в школе права Бейлорского университета и в 1958 году получил первую юридическую степень Juris Doctor (J.D.).
В 1956 году Буллок был избран в Палату представителей Техаса и проработал там с 1957 по 1959 год. После этого он некоторое время занимался юридической практикой, а также участвовал в работе различных комитетов и комиссий.
В 1971 году губернатор Техаса Престон Смит назначил Буллока секретарём штата Техас (англ. Secretary of State of Texas), и он проработал в этой должности до 1973 года.
С 1975 по 1991 год Буллок работал контролёром штата Техас (англ. Texas Comptroller).
В 1990 году Буллок участвовал в выборах в качестве кандидата на пост вице-губернатора Техаса и одержал победу, вместе с будущим губернатором Техаса Энн Ричардс. Буллок проработал вице-губернатором Техаса два четырёхлетних срока — с января 1991 года по январь 1999 года.
Боб Буллок скончался 18 июня 1999 года в Остине и был похоронен на Кладбище штата Техас.